# وورلدز فاينست كومكس
وورلدز فاينست كومكس (بالإنجليزية: World's Finest Comics)‏ هي سلسلة كتب قصص مصورة أمريكية قامت دي سي كومكس بنشرها من سنة 1941 إلى 1986. كان عنوان السلسلة الأصلية مع العدد الأول وورلدز بيست كومكس (World's Best Comics)، لكن تم تغيير الاسم مع العدد الثاني الذي صدر في صيف
1941 وذلك لأن أحد الناشرين الآخرين كان لديه عنوان مشابه «بيست كومكس». محورها كان البطلان الخارقان باتمان وسوبرمان مع ظهور روبن لاحقا في الأعداد الأخيرة.